# Liste von Dinosaurierfilmen
Die Liste von Dinosaurierfilmen listet die wichtigsten Dinosaurierfilme. Alle Filme sind chronologisch aufgeführt, um die historische Entwicklung aufzuzeigen. Es wurden Filme aufgenommen, die „ein oder mehrere Exemplare von ausgestorbenen Reptilien zeigen“. Dinosaurierähnliche Darstellungen wurden aufgenommen, wenn die Intention der Filmemacher bestand, reale oder fiktive Dinosaurier zu zeigen. Filme über andere ausgestorbene Tiere oder mythologische Lebewesen wurden nicht aufgenommen. Dokumentationen, Fernsehserien und Zeichentrickfilme werden unten gesondert aufgelistet.

## Spielfilme

### 1910er

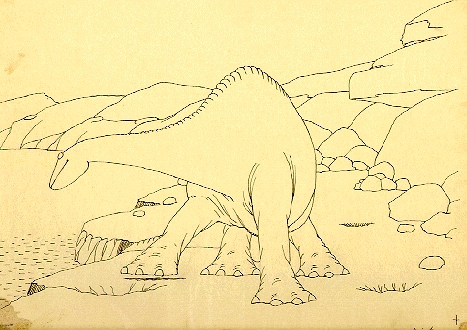
Gertie the Dinosaur

- Gertie the Dinosaur (USA 1914, Regie: Winsor McCay)
- Brute Force[2]/Alternativtitel: The Primitive Man (USA 1914, Regie: David Wark Griffith)
- The Dinosaur and The Missing Link[3]/Alternativtitel: The Dinosaur and the Missing Link – A Prehistoric Tragedy oder The Dinosaur and the Baboon (USA 1915, Regie: Willis O’Brien)
- Birth of a Flivver[4] (USA 1917, Regie: Willis O’Brien)
- Curious Pets of Our Ancestors/Curious Pets of Our Ancestors (USA 1917, Regie: Willis O’Brien)
- Prehistoric Poultry[5] (USA 1917, Regie: Willis O’Brien)
- R.F.D. 10,000 B.C.[6]/Alternativtitel: 10,000 Years B.C. (USA 1917, Regie: Willis O’Brien)
- The Ghost of Slumber Mountain/The Ghost of Slumber Mountain (USA 1918, Regie: Willis O’Brien)

### 1920er
- Along the Moonbeam Trail[7]/Along the Moonbeam Trail (USA 1920, Regie: Herbert M. Dawley)
- Drei Zeitalter/Three Ages (USA 1923, Regie: Buster Keaton, Eddie Cline)
- Pathé Review: Monsters of the Past/Pathé Review: Monsters of the Past (USA 1923)
- Die verlorene Welt/The Lost World (USA 1925, Regie: Harry O. Hoyt, Willis O’Brien)
- Fig Leaves/Fig Leaves (USA 1926, Regie: Howard Hawks)

### 1930er
- Creation/Creation (USA 1931, Regie: Willis O’Brien, Harry O. Hoyt)
- King Kong und die weiße Frau/King Kong (USA 1933, Regie: Merian C. Cooper, Ernest B. Schoedsack)
- King Kongs Sohn/The Son of Kong (USA 1933, Regie: Ernest B. Schoedsack)

### 1940er
- Fantasia (Abschnitt „Le sacre du printemps“, USA 1940, Regie: James Algar, Samuel Armstrong)
- Tumak, der Herr des Urwalds/One Million B. C. (USA 1940, Regie: Hal Roach, Hal Roach junior, David Wark Griffith)
- Insel der Dinosaurier (oder auch Insel des Grauens) / Unknown Island (USA 1948, Regie: Jack Bernhard)

### 1950er
- Lost Continent/Lost Continent (USA 1951, Regie: Sam Newfield)
- Two Lost Worlds/Two Lost Worlds (USA 1951, Regie: Norman Dawn)
- Die Insel der unberührten Frauen/Untamed Women (USA 1952, Regie: W. Merle Connell)
- Panik in New York/The Beast From 20,000 Fathoms (USA 1953, Regie: Eugène Lourié)
- Robot Monster/Robot Monster (USA 1953, Regie: Phil Tucker)
- Godzilla[8]/Gojira (J 1954, Regie: Ishirō Honda)
- Godzilla kehrt zurück/Gojira no gyakushu (J 1955, Regie: Motoyoshi Oda)
- King Dinosaur/King Dinosaur (NZ, USA 1955, Regie: Bert I. Gordon)
- Reise in die Urzeit/Cesta do pravěku (TCH 1955, Regie: Karel Zeman)
- Die Tierwelt ruft/The Animal World (1956, Regie: Irwin Allen)
- Der Fluch vom Monte Bravo/The Beast of Hollow Mountain (MEX, USA 1956, Regie: Edward Nassour, Ismael Rodríguez)
- Die fliegenden Monster von Osaka/Sora no daikaiju Radon (J 1956, Regie: Ishirō Honda)
- Der Flug zur Hölle/The Land Unknown (USA 1957, Regie: Virgil W. Vogel)
- Varan – Das Monster aus der Urzeit/Daikaiju Baran (J 1958, Regie: Ishirō Honda)
- Das Ungeheuer von Loch Ness/Behemoth, the Sea Monster(UK, USA 1959, Regie: Eugène Lourié, Douglas Hickox)
- Die Reise zum Mittelpunkt der Erde/Journey to the Center of the Earth (USA 1959, Regie: Henry Levin)

### 1960er
- Mördersaurier/Dinosaurus! (USA 1960, Regie: Irvin Yeaworth)
- Versunkene Welt/The Lost World (USA 1960, Regie: Irwin Allen)
- Gorgo/Gorgo (UK 1961, Regie: Eugène Lourié)
- Planet der Stürme/Планета бурь (UdSSR 1962, Regie: Pavel Klushantsev) Dieser Film wurde in den USA zu den Filmen Voyage to the Prehistoric Planet und Voyage to the Planet of Prehistoric Women weiterverarbeitet.
- Die Rückkehr des King Kong/Kingukongu tai Gojira (J 1962, Regie: Ishirō Honda)
- Godzilla und die Urweltraupen/Mosura tai Gojira (J 1964, Regie: Ishirō Honda)
- Aventura al centro de la tierra/Aventura al centro de la tierra (MEX 1964, Regie: Alfredo B. Crevenna)
- Frankensteins Monster im Kampf gegen Ghidorah/San Daikaijū: Chikyū Saidai no Kessen (J 1964, Regie: Ishirō Honda)
- Frankenstein – Der Schrecken mit dem Affengesicht/Furankenshutain tai chitei kaijū (J 1965, Regie: Ishirō Honda)
- Reise zum prähistorischen Planeten/Voyage to the Prehistoric Planet (UdSSR, USA 1965, Regie: Pavel Klushantsev, Curtis Harrington)
- Befehl aus dem Dunkel/Kaiju daisenso (Japan 1965, Regie: Ishirō Honda)
- Eine Million Jahre vor unserer Zeit/One Million Years B.C. (USA 1966, Regie: Don Chaffey)
- Frankenstein – Zweikampf der Giganten/Furankenshutain no Kaiju Sanda tai Gaira (Japan 1966, Regie: Ishirō Honda)
- Frankenstein und die Ungeheuer aus dem Meer/Gojira, Ebira, Mosura: Nankai no daiketto (Japan 1966, Regie: Jun Fukuda)
- Gappa – Frankensteins fliegende Monster/Daikyouju Gappa (Japan 1967, Regie: Haruyasu Noguchi)
- King Kong – Frankensteins Sohn/Kingukongu no gyakushu (Japan 1967, Regie: Ishirō Honda)
- Godzillas Todespranke/Taekoesu Yonggary (Korea 1967, Regie: Ki-duk Kim)
- Island of the Dinosaurs/La isla de los dinosaurios (Mexiko 1967, Regie: Rafael Portillo)
- Frankensteins Monster jagen Godzillas Sohn/Kaijuto no kessen: Gojira no musuko (Japan 1967, Regie: Jun Fukuda)
- Gwangis Rache/The Valley of Gwangi (USA 1968, Regie: Jim O’Connolly)
- Frankenstein und die Monster aus dem All/Kaiju soshingeki (J 1968, Regie: Ishirō Honda)
- Mighty Gorga – Das größte Monster auf Erden/The Mighty Gorga (USA 1969, Regie: David L. Hewitt)
- Godzilla’s revenge/Gojira, Minira, Gabara: Oru kaiju daishingeki (J 1969, Regie: Ishirō Honda)

### 1970er
- Als Dinosaurier die Erde beherrschten/When Dinosaurs Ruled the Earth (UK 1970, Regie: Val Guest)
- Frankensteins Kampf gegen die Teufelsmonster/Gojira tai Hedora (J 1971, Regie: Yoshimitsu Banno)
- Frankensteins Höllenbrut/Chikyu kogeki meirei Gojira tai Gaigan (J 1972, Regie: Jun Fukuda)
- King Kong – Dämonen aus dem Weltall/Gojira tai Megaro (J 1973, Regie: Jun Fukuda)
- King Kong gegen Godzilla/Gojira tai Mekagojira (J 1974, Regie: Jun Fukuda)
- Die Brut des Teufels/Mekagojira no gyakushū (J 1975, Regie: Ishirō Honda)
- Caprona – Das vergessene Land/The Land That Time Forgot (USA 1975, Regie: Kevin Connor)
- Der sechste Kontinent/At the Earth’s Core (UK, USA 1976, Regie: Kevin Connor)
- Phantastische Reise zum Mittelpunkt der Erde/Viaje al centro de la Tierra (E 1976, Regie: Juan Piquer Simón)
- Caprona – Die Rückkehr der Dinosaurier/The People That Time Forgot (USA 1977, Regie: Kevin Connor)
- The Crater Lake Monster/The Crater Lake Monster (USA 1977, Regie: William R. Stromberg)
- Der letzte Dinosaurier/The Last Dinosaur (USA, Japan 1977, Regie: Alexander Grasshoff, Shusei Kotani)
- Giganten der Vorzeit/Kyôryuu: Kaichô no densetsu (J 1977, Regie: Syunzi Kurata)
- Planet der Monster/Planet of Dinosaurs (USA 1978, Regie: James K.Shea)
- Tauchfahrt des Schreckens/Warlords of Atlantis (UK 1978, Regie: Kevin Connor)

### 1980er
- Caveman – Der aus der Höhle kam/Caveman (USA 1981, Regie: Carl Gottlieb)
- Die Reise zur Insel des Grauens/Misterio en la isla de los monstruos (E 1981, Regie: Juan Piquer Simón)
- Einer gegen das Imperium/Il mondo di Yor (I, F, TR 1983, Regie: Antonio Margheriti)
- Godzilla – Die Rückkehr des Monsters/Gojira (J 1984, Regie: Koji Hashimoto)
- Baby – Das Geheimnis einer verlorenen Legende/Baby: Secret of the Lost Legend (USA 1985, Regie: Bill L. Norton)
- Podzemelye vedm/Подземелье ведьм (UdSSR, Tschechoslowakei 1989, Regie: Yuri Moroz)
- Godzilla, der Urgigant/Gojira vs Biorante (J 1989, Regie: Kazuki Omori)

### 1990er
- A Nymphoid Barbarian in Dinosaur Hell/A Nymphoid Barbarian in Dinosaur Hell (USA 1991, Regie: Brett Piper)
- Godzilla – Duell der Megasaurier/Gojira vs Kingugidora (J 1991, Regie: Kazuki Omori)
- Hilfe, Dinosaurier/Adventures in Dinosaur City (USA 1992, Regie: Brett Thompson)
- Die verlorene Welt/The Lost World (USA 1992, Regie: Timothy Bond)
- Rückkehr in die verlorene Welt/Return to the Lost World (USA 1992, Regie: Timothy Bond)
- Godzilla – Kampf der Sauriermutanten/Gojira vs Mosura (J 1992, Regie: Takao Okawara)
- Jurassic Park/Jurassic Park (USA 1993, Regie: Steven Spielberg)
- Dennis – Der Quälgeist/Dennis the Menace: Dinosaur Hunter (USA 1993, Regie: Doug Rogers)
- Carnosaur/Carnosaur (USA 1993, Regie: Adam Simon)
- 4 Dinos in New York/We're Back! A Dinosaur's Story (USA 1993, Regie: Simon Wells)
- Dino Kids/Prehysteria! (USA 1993, Regie: Albert Band und Charles Band)
- Godzilla gegen MechaGodzilla II/Gojira vs Mekagojira (J 1993, Regie: Takao Okawara)
- Die Insel der Riesen-Dinosaurier/Dinosaur Island (USA 1994, Regie: Fred Olen Ray, Jim Wynorski)
- Dino Kids 2/Prehysteria! 2 (USA 1994, Regie: Albert Band)
- Flintstones – Die Familie Feuerstein/The Flintstones (USA 1994, Regie: Brian Levant)
- Hilfe, meine Frau ist ein Saurier!/Pterodactyl Woman from Beverly Hills (USA  1994, Regie: Philippe Mora)
- Teenage T-Rex: Der Menschen-Dinosaurier/Tammy and the T-Rex (USA 1994, Regie: Stewart Raffill)
- Godzilla gegen SpaceGodzilla/Gojira vs Supeesugojira (J 1994, Regie: Kensho Yamashita)
- Carnosaur 2/Carnosaur 2 (USA 1995, Regie: Louis Morneau)
- Dino Kids 3/Prehysteria! 3 (USA 1995, Regie: David DeCoteau)
- T-Rex/Theodore Rex (USA 1995, Regie: Jonathan R. Betuel)
- Godzilla gegen Destoroyah/Gojira vs Desutoroia (J 1995, Regie: Takao Okawara)
- Carnosaur 3: Primal Species/Carnosaur 3: Primal Species (USA 1996, Regie: Jonathan Winfrey)
- Dinosaur Valley Girls/Dinosaur Valley Girls (USA 1996, Regie: Donald F. Glut)
- Vergessene Welt: Jurassic Park/The Lost World: Jurassic Park (USA 1997, Regie: Steven Spielberg)
- Barneys großes Abenteuer – Der Film/Barney’s Great Adventure (USA 1998, Regie: Steve Gomer)
- Beach Babes – Die Girls von anderen Stern/Beach Babes 2: Cave Girl Island (USA 1998, Regie: David DeCoteau)
- T-Rex 3D/T-Rex: Back to the Cretaceous (CDN, USA 1998, Regie: Brett Leonard)
- Godzilla/Godzilla (USA 1998, Regie: Roland Emmerich)
- Mothra – King Ghidorah kehrt zurück/Mosura 3: Kingugidora raishuu (J 1998, Regie: Okihiro Yoneda)
- Reise zum Mittelpunkt der Erde/Journey to the Center of the Earth (USA 1999, Regie: George Trumbull Miller)
- Reptilian/2001 Yonggary (ROK 1999, Regie: Shim Hyung Rae)
- Godzilla 2000: Millennium/Gojira 2000: Mireniamu (J 1999, Regie: Takao Okawara)

### 2000er
- Die Flintstones in Viva Rock Vegas/The Flintstones in Viva Rock Vegas (USA 2000, Regie: Brian Levant)
- Godzilla vs. Megaguirus/Gojira x Megagirasu: G-shometsu sakusen (J 2000, Regie: Masaaki Tezuka)
- Jurassic Park III/Jurassic Park III (USA 2001, Regie: Joe Johnston)
- Raptor/Raptor (USA 2001, Regie: Jim Wynorski)
- Godzilla, Mothra and King Ghidorah/Gojira-Mosura-Kingugidora: Daikaiju soukougeki (J 2001, Regie: Shusuke Kaneko)
- Dschungel der Dinosaurier/Dinosaur Island (USA 2002, Regie: Will Meugniot)
- Godzilla against MechaGodzilla/Gojira x Mekagojira (J 2002, Regie: Masaaki Tezuka)
- Godzilla: Tokyo SOS/Gojira x Mosura x Mekagojira: Tokyo SOS (J 2003, Regie: Masaaki Tezuka)
- Anonymous Rex/Anonymous Rex (USA 2004, Regie: Julian Jarrold)
- DinoCroc/DinoCroc (USA 2004, Regie: Kevin O’Neill)
- Raptor Island/Raptor Island (USA 2004, Regie: Stanley Isaacs)
- Godzilla: Final Wars/Gojira: Final Wars (J 2004, Regie: Ryuhei Kitamura)
- A Sound of Thunder/A Sound of Thunder (D, CZ, USA 2005, Regie: Peter Hyams)
- King Kong/King Kong (USA 2005, Regie: Peter Jackson)
- King of the Lost World/King of the Lost World (USA 2005, Regie: Leigh Scott)
- Mein Freund Mee Shee/Mee-Shee: The Water Giant (D, UK 2005, Regie: John Henderson)
- Pterodactyl – Urschrei der Gewalt/Pterodactyl (USA 2005, Regie: Mark L. Lester)
- The Eden Formula/The Eden Formula (USA 2006, Regie: John Carl Buechler)
- Loch Ness – Die Bestie aus der Tiefe/Beyond Loch Ness (CND 2007, Regie: Paul Ziller)
- Raptor Island 2: Raptor Planet/Raptor Island 2: Raptor Planet (USA 2007, Regie: Gary Jones)
- Tyrannosaurus Azteca/Aztec Rex (2007, Regie: Brian Trenchard-Smith)
- Supergator - Das Killerkrokodil (USA 2007, Regie: Brian Clyde)
- 100 Million BC/100 Million BC (USA 2008, Regie: Griff Furst)
- Die Reise zum Mittelpunkt der Erde (2008)/Journey to the Center of the Earth (USA 2008, Regie: Eric Brevig)
- Die Reise zum Mittelpunkt der Erde 2/Journey to the Center of the Earth (USA 2008, Regie: Scott Wheeler)
- Warbirds/Warbirds (USA 2008, Regie: Kevin Gendreau)
- Die fast vergessene Welt/Land of the Lost (USA 2009, Regie: Brad Silberling)
- Raptor Ranch/Raptor Ranch (USA 2009, Regie: Dan Bishop)
- The Land That Time Forgot/The Land That Time Forgot (USA 2009, Regie: C. Thomas Howell)

### 2010er
- Dinocroc vs. Supergator (USA 2010, Regie: Jim Wynorski)
- Speckles – Die Abenteuer eines Dinosauriers (ROK 2011)
- The Dinosaur Project (UK 2012, Regie: Sid Bennett)
- Jurassic Attack (USA 2013, Regie: Anthony Fankhauser)
- Age of Dinosaurs – Terror in L.A./Age of Dinosaurs (USA 2013, Regie: Joseph J. Lawson)
- Dinosaurier 3D – Im Reich der Giganten (UK, USA, AUS 2013, Regie: Neil Nightengale, Barry Cook)
- Jurassic City (USA 2014, Regie: Sean Cain)
- Im Land der Dinosaurier/Dinosaur Island (Australien 2014, Regie: Matt Drummond)
- Godzilla (USA 2014, Regie: Gareth Edwards)
- Arlo & Spot (USA 2015, Regie: Peter Sohn)
- Cowboys vs. Dinosaurs (USA 2015, Regie: Ari Novak)
- Jurassic World (USA 2015, Regie: Colin Trevorrow)
- Shin Godzilla, (Japan 2016, Regie: Shinji Higuchi)
- Godzilla: Planet der Monster, (Japan 2017, Regie: Kōbun Shizuno)
- Kong: Skull Island, (USA 2017, Regie: Jordan Vogt-Roberts)
- Jurassic World: Das gefallene Königreich (USA 2018, Regie: Juan Antonio Bayona)
- The Jurassic Games (USA 2018, Regie: Ryan Bellgardt)
- Godzilla II: King of the Monsters (USA 2019, Regie: Michael Dougherty)

### 2020er
- Dinosaur World (USA 2020, Regie: Ryan Bellgardt)
- Ape vs. Monster (USA 2021, Regie: Daniel Lusko)

- Dinosaur Hotel (USA 2021, Regie: Jack Peter Mundy)
- Godzilla vs. Kong (USA 2021, Regie: Adam Wingard)
- Hatched (USA 2021, Regie: Scott Jeffrey & Rebecca Matthews)
- Jurassic Hunt (USA 2021, Regie: Hank Braxtan)
- Jurassic World: Ein neues Zeitalter (USA 2022, Regie: Colin Trevorrow)
- 65 (USA 2023, Regie: Scott Beck, Bryan Woods)

## Dokumentarfilme
Noch stärker als die Spielfilme spiegeln Dokumentarfilme die Entwicklung der Tricktechnik in Verbindung mit den wissenschaftlichen Erkenntnissen der paläontologischen Forschung wider. Anfangs waren die Medien, die die Vorstellungen vom Aussehen der Dinosaurier prägten, jedoch bildnerische Rekonstruktionen von Malern und Bildhauern.

### 1980er
- Dinosaur! (USA 1985, Regie: Robert Guenette) Erstmals von CBS im Jahr 1985 ausgestrahlt, bot diese Dokumentation mit Christopher Reeve als Erzähler eine Zusammenfassung der Erkenntnisse, die es damals über Dinosaurier gab. Interviews mit führenden Paläontologen wie Jack Horner, Robert Bakker, Philip Currie und Dale Russell sowie die verbesserte Stop-Motion-Technik von Phil Tippet verdeutlichten erstmals das soziale Verhalten und die Brutpflege der Dinos sowie die Ernährung ihrer Jungen.

### 1990er
- Dinosaurier/Dinosaur! (USA 1991) Vom 8. bis 11. September 1991 wurde diese Dokumentation, präsentiert von  Walter Cronkite, erstmals in vier Episoden ausgestrahlt:  Die Geschichte vom Zahn/The Tale of a Tooth, Die Geschichte vom Knochen/The Tale of a Bone, Die Geschichte vom Ei/The Tale of an Egg, Die Geschichte von der Feder/The Tale of a Feather.
- The Dinosaurs! (USA 1991, Regie: Trudi Brown, Kathi White) Von der PBS produzierte Dokumentation mit viel Animation in vier Teilen: The Death of the Dinosaur[10]/The Nature of the Beas/Monsters Emerge/Flesh on the Bones.
- Als die Dinosaurier die Welt beherrschten/When Dinosaurs Ruled the Earth (USA 1999). Eine Dokumentationsreihe des Discovery Channel. Episoden: Vergessenes Eldorado, Der echte Jurassic Park, Dino-Revolution in Afrika, Globale Diktatur, Eroberung Europas.
- Dinosaurier – Im Reich der Giganten/Walking with Dinosaurs (GB 1999). Diese sechsteilige BBC-Serie ist die bisher erfolgreichste Dokumentation über Dinosaurier. Mit zahlreichen Nachfolgeproduktionen und Ablegern sowie einer gleichnamigen Wanderausstellung beeinflusst sie das Bild der Dinosaurier bis heute.

### 2000er
- Horizon – Extreme Dinosaurs (GB 2000) BBC-Dokumentation
- Die Geschichte von Big Al (GB 2000) BBC-Dokumentation
- Die Erben der Saurier/Walking with Beasts (GB 2001). Sequel zu Dinosaurier – Im Reich der Giganten. Für diese sechsteilige Serie wurden Trickfilme verwendet, bei denen in reale Landschaftsaufnahmen computeranimierte Elemente eingebunden wurden.
- Dinosaurier erobern die Welt/When Dinosaurs Roamed America (USA 2001, Regie: Pierre de Lespinois)
- The Dinosaur Hunters/The Dinosaur Hunters (GB 2002, Regie: Andrew Piddington)
- Die letzten Jahre der Dinosaurier/Dinosaur Planet (USA 2003, Regie: Pierre De Lespinois). Die vierteilige Serie, die zuerst im Discovery Channel ausgestrahlt wurde, zeigt das Schicksal von vier verschiedenen Dinosauriern als Vertreter ihrer Art auf vier Kontinenten. Erzähler ist Christian Slater.
- Die Enkel der Saurier (Deutschland  2004)
- Monster der Tiefe – Im Reich der Urzeit/Sea Monsters: A Prehistoric Adventure (USA 2004)
- T.Rex – Ein Gigantischer Feigling?/T. Rex – Warrior or Wimp?  (GB 2004)
- Warum die Dinosaurier wirklich ausstarben (GB 2004)
- Die Ahnen der Saurier/Walking with Monsters (GB 2005). Prequel zu Dinosaurier – Im Reich der Giganten. 3D-Animationen aus dem Computer wurden mit realen Landschaftsaufnahmen gemischt.
- Kampf der Dinosaurier – Die letzten Geheimnisse der Urzeit-Giganten/The Truth About Killer Dinosaurs (GB 2005)
- Prehistoric Park – Aussterben war gestern/Prehistoric Park (GB 2006)
- Dino Death Trap/National Geographic: Dino Death Trap (USA 2007)
- Dinosaurier – Giganten Patagoniens/Dinosaurs: Giants Of Patagonia(Kanada 2007)
- Dinosaurier Live 3D – Fossilien zum Leben erweckt/Dinosaurs Alive (USA 2007)
- Jurassic Fight Club/Jurassic Fight Club (USA 2008 Regie: Kreg Lauterbach)
- Säugetiere gegen Dinosaurier (Frankreich, Japan, Deutschland 2009)

### 2010er
- Apokalypse der Urzeit / Animal Armageddon (achtteilig, USA, 2010)
- March of the Dinosaurs (Großbritannien, 2011)
- Der Dino-Planet Dreiteilige Serie der BBC (Discovery) und des ZDF (ZDF Neo) (Großbritannien, Deutschland 2012)

## Fernsehserien
- Urmel aus dem Eis (Deutschland 1969, Regie: Harald Schäfer). Die Geschichte nach dem Buch von Max Kruse wurde 1969 als Puppenspiel der Augsburger Puppenkiste in vier Folgen vom Hessischen Rundfunk verfilmt. Das Urmel, ein sprechendes „Bindeglied zwischen Dinosauriern und Säugetieren“, war auch in der nachfolgenden, ebenfalls vierteiligen Serie Urmel spielt im Schloss (D 1974) zu sehen.
- Im Land der Saurier/Land of the Lost (USA  1974–1976). Die phantastische Abenteuerserie brachte erstmals Dinosaurier, in Stop-Motion-Technik animiert, direkt auf die Mattscheibe. Die Serie Im Land der Saurier II (USA  1991–1992) folgte fast 20 Jahre später mit anderen Schauspielern und neuen Geschichten. Eine Filmfassung, basierend auf der Serie aus den 1970er Jahren, erschien 2009 unter dem Titel Die fast vergessene Welt (siehe oben).
- Die Dinos/Dinosaurs (USA 1991–1994). Diese Familienserie um den Dinosaurier Earl Sinclair und seine Verwandten erreichte durch die Ganzkörperpuppen aus der Werkstatt von Jim Henson und durch die witzigen Dialoge große Popularität. Es wurden 65 Episoden in vier Staffeln ausgestrahlt.
- Barney und seine Freunde/Barney & Friends (USA 1992). Diese bis heute produzierte Fernsehserie für Kinder im Vorschul- und frühen Schulalter vermittelt, ähnlich wie die Sesamstraße, einfache Lerninhalte. Barney ist ein lila Dinosaurier, der gemeinsam mit anderen Plüsch-Sauriern und im Studio anwesenden Kindern seine optimistisch-freundliche Grundhaltung durch Tanz und Gesang verbreitet.
- Die verlorene Welt/Sir Arthur Conan Doyle’s The Lost World (Kanada, Australien, Neuseeland 1999–2002, Regie: Richard Franklin). Der Pilotfilm, der sich weitgehend an der Buchvorlage Die vergessene Welt orientierte, wurde auch im Kino gezeigt. Die 66 Folgen der drei Staffeln für das Fernsehen weichen weit von Conan Doyles Roman ab. Eine geplante vierte Staffel wurde nicht realisiert.
- Dino Dan ist eine kanadisch-amerikanische Fernsehserie für Kinder im Alter von 2 bis 17 Jahren. Erfunden und produziert wurde die Serie von J.J Johnson in Toronto/Kanada zusammen mit Sinking Ship Entertainment.
- Dinotopia/Dinotopia (USA, GB, Deutschland 2002).  Die dreiteilige Miniserie nach dem Buch Dinotopia von James Gurney wurde in Deutschland bisher meist in zwei Teilen ausgestrahlt. Zwei Brüder kommen auf eine Insel, auf der Menschen und intelligente, sprechende Saurier friedlich zusammenleben. Mit anderen Schauspielern wurde danach eine Fernsehserie unter dem gleichen Titel produziert, die aber wenig Erfolg hatte.
- Primeval – Rückkehr der Urzeitmonster/Primeval (GB seit 2007). Impossible Pictures, die zuvor für die BBC an Dinosaurier-Dokumentationen wie Die Ahnen der Saurier mitgearbeitet hatten, produzierten seit 2007 bisher vier Staffeln mit insgesamt 29 Episoden dieser Serie. Ein Wissenschaftlerteam untersucht Zeitanomalien, durch die Dinosaurier und andere ausgestorbene Lebewesen in unserer Zeit auftauchen können.
- Terra Nova (USA 2010–2011). Eine 13-teilige Science-Fiction-Serie des Senders Fox. Im 22. Jahrhundert findet die Menschheit einen Weg, 85 Millionen Jahre in die Vergangenheit zu reisen. Man sieht es als einen Ausweg, der durch Überbevölkerung und Umweltverschmutzung kaum mehr bewohnbaren Welt zu entkommen und der Menschheit einen „Neustart“ zu ermöglichen. Dabei treffen die Siedler auf eine Vielzahl verschiedener Saurier, darunter sowohl friedliche Pflanzenfresser als auch aggressive Räuber.

## Zeichentrickfilme
- Gertie the Dinosaur (USA 1914, Regie: Winsor McCay). Der erste Zeichentrickfilm, der einen Dinosaurier zum Leben erweckte.
- Fantasia/Fantasia (USA 1940, Regie: James Algar, Samuel Armstrong, Produktion: Walt Disney). Verschiedene Zeichentricksequenzen reihen sich zu einem abendfüllenden Trickfilm; zur Musik von Igor Strawinski zeigt eine Sequenz Bilder aus der Entstehungsgeschichte der Erde und prähistorische Tiere, darunter den Tyrannosaurus rex.
- Das fehlende Glied/Le chaînon manquant (The Missing Link) (Frankreich, Belgien 1980, Regie: Picha) Zeichentrick für Erwachsene.
- Attack of the Super Monsters/Attack of the Super Monsters (Japan 1982, Regie: Tom Wyner, Toru Sotoyama)
- In einem Land vor unserer Zeit/The Land Before Time (USA 1988, Regie: Don Bluth). Produziert von Steven Spielbergs Amblin Entertainment mit George Lucas als Koproduzenten setzte dieser Trickfilm neue Maßstäbe und die Initialzündung für die Dinomanie. Universal Studios produzierten mit anderen Teams noch 13 Fortsetzungsfilme für den Videomarkt.
- Vier Dinos in New York/We’re Back! A Dinosaur’s Story (USA 1994, Regie: Phil Nibbelink, Simon Wells, Dick Zondag, Ralph Zondag). Nach dem Kinderbuch Roll Back the Rock von Hudson Talbott produzierte Steven Spielbergs Amblin Entertainment wieder einen Saurier-Zeichentrickfilm, teilweise mit dem Team aus In einem Land vor unserer Zeit, darunter der Komponist James Horner.
- Dinosaurier/Dinosaur (USA 2000, Regie: Eric Leighton, Ralph Zondag). Computeranimationsfilm kombiniert mit echten Naturaufnahmen von Walt Disney Pictures, unter der Co-Regie des kanadischen Trickfilm-Spezialisten Ralph Zondag aus dem Team von Vier Dinos in New York.
- Dschungel der Dinosaurier/Dinosaur Island (USA 2002, Regie: Will Meugniot). Auf dem Weg in ein südamerikanisches Dschungelcamp stürzen vier Jugendliche über einer von jeglicher Zivilisation abgeschnittenen Gegend ab und müssen sich gegen die dort lebenden Dinosaurier und Steinzeitmenschen durchsetzen. Das gelingt nur durch die Zusammenarbeit aller vier.
- Scooby-Doo und das Ungeheuer von Loch Ness/Scooby-Doo And The Loch Ness Monster (USA  2004, Regie: Scott Jeralds, Joe Sichta)
- Dinotopia – Auf der Suche nach dem Sonnenrubin/Dinotopia: Quest for the Ruby Sunstone (USA 2005 Regie: Davis Doi)
- Urmel aus dem Eis (Deutschland 2006, Regie: Reinhard Klooss, Holger Tappe)
- Doraemon: Nobita no Kyōryū 2006 (Japan 2006, Regie: Ayumu Watanabe)
- Turok: Son of Stone (USA 2008, Regie: Curt Geda, Dan Riba, Frank Squillace). Turok, ein amerikanischer Vorzeitmensch, ist seit den 1950er Jahren der Held zahlreicher Comics und Computerspiele, in denen er sich auch mit Dinosauriern auseinandersetzen muss. Der amerikanische Zeichentrickfilm ist in Europa noch nicht erschienen.
- Urmel voll in Fahrt (Deutschland 2008, Regie: Holger Tappe, Reinhard Klooss)
- Ice Age 3: Die Dinosaurier sind los/Ice Age: Dawn of the Dinosaurs (USA 2009, Regie: Carlos Saldanha). Wie in den anderen Teilen von Ice Age voll computeranimiert werden in diesem Film Dinosaurier eingeführt, die in einer vergessenen Welt unterhalb des Eises überlebt haben.
- BoOzy’ OS und das Cristal Juwel/BoOzy’ OS et la Gemme de Cristal (Frankreich 2013, Regie: J.K. Arsyn)

## Zeichentrickserien
- Familie Feuerstein/The Flintstones (USA 1959–1966, 166 Episoden)
- Dino Boy in the Lost Valley/Dino Boy in the Lost Valley (USA 1966, 20 Episoden)
- Journey to the Center of the Earth/Journey to the Center of the Earth (USA 1967–1969, 17 Episoden)
- Tal der Dinosaurier/Valley of the Dinosaurs (USA 1974, 16 Episoden)
- Es war einmal … der Mensch (Originaltitel: Il était une fois … l’Homme, Frankreich 1978). In Episode 1: Eine neue Welt entsteht[11]
- Die Astro-Dinos/Dinosaucers (USA 1987, 65 Episoden)
- Diplodo/Diplodos (Frankreich, Japan, USA 1987–1988, 24 Episoden)
- Denver, der letzte Dinosaurier/Denver, le dernier dinosaure (Frankreich, USA 1988, 52 Episoden)
- Dino-Riders/Dino-Riders (USA 1988, 14 Episoden)
- Dink, der kleine Saurier/Dink, the Little Dinosaur (USA 1989–1990, 26 Episoden)
- Die Abenteuer der T-Rex/The Adventures of T Rex (USA, Japan 1992–1993, 52 Episoden)
- Cadillacs und Dinosaurier/Cadillacs and Dinosaurs (USA 1993, 13 Episoden)
- Muka Muka’s Paradise/ムカムカパラダイス (Japan 1993–1994, 51 Episoden)
- Gogs/Gogs (GB 1994, 13 Episoden). Vier Jahre später erschien eine Fortsetzung unter dem Titel Gogwana!.
- Nessies/Happy Ness – The Secret of the Loch (Frankreich, Schweiz, Kanada 1995, 13 Episoden)
- Der Planet der Dinosaurier/Kyouryuu Bouken Jura Tripper (Japan 1995–1996, 39 Episoden)
- Extreme Dinosaurs/Extreme Dinosaurs (USA 1997, 52 Episoden)
- Tom – Ein echter Freund/(Spanien 1999–2007, 39 Episoden)
- Harry und sein Eimer voller Dinos/Harry and His Bucket Full of Dinosaurs (Kanada, GB 2005–2008, 52 Episoden)
- In einem Land vor unserer Zeit (USA 2007, 26 Episoden)

## Zeichentrickkurzfilme
- Dinosaurier küßt man nicht/Bone Sweet Bone (USA 1948, Regie: Arthur Davis)
- Caveman Inki/Caveman Inki (USA 1950, Regie: Chuck Jones)
- Bronco Billy/The First Bad Man (USA 1955, Regie: Tex Avery)